# Lednické Rovne
Lednické Rovne (allemand : Lednitz-Rowne, hongrois : Lednicróna) est un grand village du district de Púchov de la région de Trenčín au nord-ouest de la Slovaquie. La ville se trouve sur la rivière Váh, non loin des Carpates blanches.

## Histoire
La plus ancienne mention de Lednické Rovne remonte à 1471. 
Lednické Rovne est un village doté de plusieurs industrie comme les verreries RONA a.s.depuis 1892, câblerie automobile.
Elle possède un parc, un château et un musée de verre.

## Géographie
La ville est située à une altitude de 278 mètres et s'étend sur une surface de 10,72 km². Sa population est de 4 171 en 2008.

## Démographie

### Évolution de la population
| Année:               | 1994. | 2004.   | 2014.   | 2024.   |
| -------------------- | ----- | ------- | ------- | ------- |
| Nombre de personnes: | 4004  | 4209    | 4097    | 3844    |
| Différence:          |       | +5,11 % | -2,66 % | -6,17 % |

| Année:               | 2023. | 2024.   |
| -------------------- | ----- | ------- |
| Nombre de personnes: | 3869  | 3844    |
| Différence:          |       | -0,64 % |